# Ponte a Ema
Ponte a Ema è un piccolo centro toscano ai piedi della collina della Fattucchia, lungo Via Chiantigiana. In parte appartiene al comune di Firenze (Quartiere 3 Gavinana-Galluzzo), una parte appartiene al comune di Bagno a Ripoli; fa confine tra i due comuni il corso stesso del fiume Ema, attraversato dallo storico ponte. In corrispondenza del ponte, sulle due sponde del fiume si è formato il borgo storico di Ponte a Ema.
Paese natale di Gino Bartali (e del fratello Giulio), ospita oggi il Museo del ciclismo Gino Bartali a lui dedicato. A Ponte a Ema è presente dal 1872 una "Casa del Popolo".
Il ponte sull'Ema sul quale oggi passa via di Campigliano fu  bombardato ed abbattuto durante la Seconda guerra mondiale e successivamente ricostruito.
In via del Carota, località Rimezzano, si trova l'importante oratorio di Santa Caterina delle Ruote del XIV secolo.
Nelle vicinanze si trovano due paesi più grandi di Ponte a Ema: Grassina e l'Antella.